# تحديد المواقع المتقدمة
تحديد المواقع المتقدمة وتسمى (بالإنجليزية:  Advanced Mobile Location)‏ واختصارها (AML) ميزة مدمجة في شبكات شركات الاتصالات ويمكنها أن تحدد بدقة فائقة موقع الشخص الذي أجرى مكالمة مع خدمات الطوارئ، في حال أن هذه الجهات تستخدم هذه الميزة.

## آلية العمل
عندما يتم إجراء مكالمة طارئة، فإن رقاقات نظام التموضع العالمي (GPS) وواي-فاي (Wi-Fi) داخل الجهاز المحمول ستقوم تلقائيا بنقل الموقع الدقيق لهذا الشخص لخدمات الطوارئ. وهذه الميزة ستكون مناسبة في العديد من الحالات مثل الحالة التي يفقد فيها الأشخاص طريق العودة داخل الغابات الشاسعة أو في حالات الاختطاف ولا يمكن التعرف على موقع الشخص المختطف. ويقال بأن هذه الميزة تعد دقيقة جدًا لدرجة أنها قادرة على إخبار خدمات الطوارئ بالغرفة التي يتواجد فيها الشخص المعني داخل شقة.

## التاريخ
تواصلت جمعية أرقام الطوارئ الأوروبية المعروفة اختصاراً باسم EENA مع كل من أبل وجوجل في العام 2016 لتضمين هذه الميزة في أنظمة التشغيل الخاصة بها، وهو ما سارعت شركة جوجل للقيام به بحيث قامت بتضمين هذه الميزة في أجهزة الأندرويد منذ العام 2016، في حين قررت شركة أبل الانتظار حتى الآن لتقوم بتضمين هذه الميزة في 2018 وتحديداً في تحديث آي أو إس 11.3 .